# Палмер (Айова)
Палмер (англ. Palmer) — місто (англ. city) в США, в окрузі Покахонтас штату Айова. Населення — 138 осіб (2020).

## Географія
Палмер розташований за координатами 42°37′48″ пн. ш. 94°35′55″ зх. д. / 42.63000° пн. ш. 94.59861° зх. д. (42.629862, -94.598473).  За даними Бюро перепису населення США в 2010 році місто мало площу 1,10 км², уся площа — суходіл.

## Демографія
Згідно з переписом 2010 року, у місті мешкало 165 осіб у 85 домогосподарствах у складі 40 родин. Густота населення становила 151 особа/км².  Було 102 помешкання (93/км²).
Расовий склад населення:
| - 95,8 % — білих - 1,2 % — корінних американців - 0,6 % — чорних або афроамериканців - 1,2 % — осіб інших рас |

До двох чи більше рас належало 1,2 %. Частка іспаномовних становила 1,2 % від усіх жителів.
За віковим діапазоном населення розподілялося таким чином: 18,2 % — особи молодші 18 років, 62,4 % — особи у віці 18—64 років, 19,4 % — особи у віці 65 років та старші. Медіана віку мешканця становила 47,8 року. На 100 осіб жіночої статі у місті припадало 101,2 чоловіків;  на 100 жінок у віці від 18 років та старших — 87,5 чоловіків також старших 18 років.
Середній дохід на одне домашнє господарство  становив 41 715 доларів США (медіана — 43 750), а середній дохід на одну сім'ю — 51 763 долари (медіана — 52 917). За межею бідності перебувало 22,8 % осіб, у тому числі 21,9 % дітей у віці до 18 років та 17,9 % осіб у віці 65 років та старших.
Цивільне працевлаштоване населення становило 65 осіб. Основні галузі зайнятості: освіта, охорона здоров'я та соціальна допомога — 18,5 %, роздрібна торгівля — 15,4 %, виробництво — 15,4 %.